# Iris Bry
Iris Bry (París, 8 de agosto de 1995) es una actriz francesa.

## Biografía
Creció en un entorno artístico (su padre es diseñador, su madre artista) antes de dedicarse al sector del libro. Mientras trabajaba en una librería en Montreuil, es vista por casualidad en octubre de 2015 por Karen Hottois, una directora de casting que le hace algunas pruebas. El director Xavier Beauvois decidió entonces confiarle uno de los papeles principales de su película Las Guardianas, un drama rural sobre la vida de las mujeres durante la Primera Guerra Mundial. 
En el verano de 2016, se graduó del Instituto Nacional de Formación de Libreros y luego comenzó a filmar la película en Limousin. En esta ocasión, da la respuesta a dos grandes nombres del cine francés, Nathalie Baye y Laura Smet. 
Con motivo del estreno de la película, varios medios elogiaron el talento de Iris Bry junto a sus compañeras Laura Smet y Nathalie Baye. Su actuación le valió sendas nominaciones al Premio Lumières a la mejor actriz revelación y al César a la mejor actriz revelación.

## Filmografía
- 2017 : Las guardianas de Xavier Beauvois : Francine Riant
- 2019 : Capitán Marleau, episodio Pace e salute, Marleau de Josée Dayan : Patricia Fortin
- 2020 : Mamá María de Jean-Paul Salomé : Hortense Portefeux
- 2020 : Un petit fils de Xavier Beauvois